# Ishta-devata
Een ishta-devata (Sanskriet:  इष्ट देवता, IAST: iṣṭa-devatā) of ishta-deva is iemands persoonlijke godheid of doel in het leven. De meeste hindoes vereren Parama Purusha of de Brahman in een persoonlijke vorm. Voorbeelden van zo'n ishta-devata zijn Krishna, Shiva of Rama. In de yoga is de ishta-devata een aspect in de beoefening van de dhyana (onderdeel van de meditatie) en is dan geassocieerd met een ishta-mantra en een ishta-chakra. De aspecten van ishta vormen zo samen een brandpunt om de devotie voor God in één bepaalde richting naar het hoogste doel (God) te leiden.

## Misverstanden bij buitenstaanders
Het ishta-devata-concept veroorzaakt bij buitenstaanders vaak verwarring en kan de indruk wekken dat het hindoeïsme polytheïstisch zou zijn. Veel hindoes (bijvoorbeeld Smarta's) zijn monistisch, maar erkennen wel dat er meervoudige manifestaties van de ene enkele God mogelijk zijn. Hindoe-monisten zien slechts één enkele eenheid van God, waarbij de persoonlijke godheden toch gelijkwaardig zijn om te aanbidden. Dit Smarta-concept vormt een speciaal soort monotheïsme, het monistisch theïsme. Bij andere hindoestromingen hoeven de persoonlijke godheden niet gelijkwaardig te zijn, maar wordt er toch van uitgegaan dat iedere hindoe dezelfde achterliggende God of Brahma vereert in de eigen verkozen vorm (murti).